# Azana palmensis
Azana palmensis är en tvåvingeart som beskrevs av Santos Abreu 1920. Azana palmensis ingår i släktet Azana och familjen svampmyggor.
Artens utbredningsområde är Kanarieöarna. Inga underarter finns listade i Catalogue of Life.